# Chmel'nyc'kyj
Chmel'nyc'kyj (in ucraino Хмельницький?) è una città dell'Ucraina occidentale capoluogo dell'omonima oblast' e dell'omonimo distretto. Nel 2022 aveva una popolazione di 274 452 abitanti.
Fino al 18 luglio 2020 Chmel'nyc'kyj era classificata come città di rilevanza regionale e costituiva un comune autonomo rispetto al distretto di Chmel'nyc'kyj, anche se ne costituiva il centro amministrativo. Nell'ambito della riforma amministrativa dell'Ucraina, che ha ridotto a tre il numero dei distretti dell'oblast' di Chmel'nyc'kyj, Chmel'nyc'kyj è entrata a far parte del distretto di Chmel'nyc'kyj.

## Geografia fisica
Chmel'nyc'kyj sorge lungo le rive del fiume Bug Orientale, nella regione storica della Podolia. È situata a 320 km a sud-ovest della capitale ucraina Kiev e a 240 km ad est di Leopoli.

## Origini del nome
Il primo nome riportato della città è Ploskirowce, poi abbreviato in Ploskyriv, derivante probabilmente dal nome del fiume Ploska, affluente del Bug Orientale che si origina nei pressi di Chomynči. Già in un decreto del 1795 la città veniva menzionata come Proskuriv, sebbene non sia chiaro se sia trattato di un cambiamento voluto o frutto di un errore di battitura; il toponimo ricorda la parola utilizzata per identificare la prosfora, una pagnotta tipica della liturgia cristiana ortodossa.
L'attuale toponimo è stato adottato il 16 gennaio 1954, in occasione del trecentesimo anniversario del trattato di Perejaslav e deriva dal cognome dell'atamano dei cosacchi d'Ucraina Bohdan Chmel'nyc'kyj.

## Storia
Sebbene non si abbiano certezze sull'origine della città sono stati effettuati dei ritrovamenti archeologici di strumenti e di un insediamento, ricondotti alla cultura di Cucuteni-Trypillia, che attesterebbero la presenza umana almeno dal neolitico. Tra i ritrovamenti è incluso un tempio scita datato al VII-VI secolo a.C. La più antica testimonianza storiografica risale al 1431 nella documentazione relativa al conferimento da parte di re Ladislao II Jagellone dei territori della Podolia alla nobiltà feudale: l'insediamento è menzionato come Ploskirowce, poi abbreviato in Ploskyriv.
Il 18 giugno 1792, nel corso della guerra contro la Russia, vi si svolse l'omonima battaglia che vide l'esercito polacco guidato dal principe Józef Antoni Poniatowski vincitore sulle truppe russe della zarina Caterina II. Il 15 febbraio 1919 l'esercito della Repubblica Popolare Ucraina scatenò un violento pogrom contro la comunità ebraica locale, oltre 740 persone vennero uccise.
Nel corso della seconda guerra mondiale Proskurov venne occupata dai tedeschi l'8 luglio 1941; venne liberata dall'Armata Rossa il 25 marzo 1944 durante l'offensiva Proskurov-Černivci. Il 4 novembre 1941 5.300 ebrei di Proskurov e dintorni vennero giustiziati dai nazisti dall'Einsatzgruppen. Successivamente venne costituito in città un ghetto dove vennero rinchiusi gli ebrei sopravvissuti. Al termine del conflitto la comunità giudaica locale era stata di fatto spazzata via, con oltre 9.500 ebrei uccisi.

## Infrastrutture e trasporti
La principale via d'accesso a Chmel'nyc'kyj è la strada M30, un'importante arteria di comunicazione che attraversa l'intera Ucraina in senso ovest-est.

## Amministrazione

### Gemellaggi
Chmel'nyc'kyj è gemellata con:
- Modesto, Stati Uniti d'America (1987)
- Silistra, Bulgaria (1992)
- Bor, Serbia (1995)
- Bălți, Moldavia (1996)
- Ciechanów, Polonia (1996)
- Kramfors, Svezia (1997)
- Shijiazhuang, dal 1998;